# Sofie Brehm-Fritsch

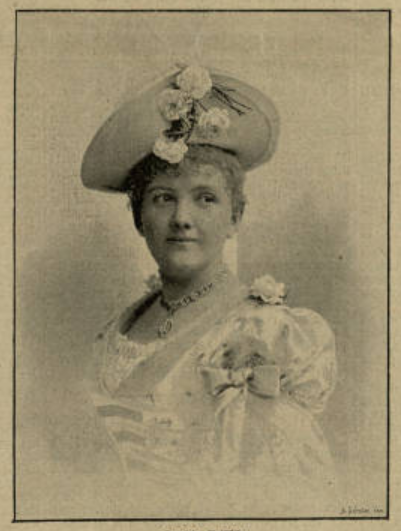
Sophie Fritsch (Abbildung in der Neuen Musik-Zeitung 1893, 14. Jg., Nr. 13, S. 149)

Sofie Brehm-Fritsch, auch Sophie Brehm-Fritsch, geborene Sofie Fritsch bzw. Sophie Fritsch (1. Dezember 1861 in Stuttgart – nach 1927) war eine deutsche Opernsängerin (Sopran) und Gesangspädagogin.

## Leben
Brehm-Fritsch, die Tochter eines Kaufmanns, entschloss sich mit bereits 15 Jahren Bühnensängerin zu werden. Sie wurde von Marie Schröder-Hanfstängl in dem ihren natürlichen Anlagen entsprechenden Koloraturfach ausgebildet, nahm aber noch eingehenden Unterricht bei Pauline Viardot-Garcia, um sich auch in der französischen und italienischen Koloraturschule zu vervollkommnen.
Ihr erstes Engagement fand sie September 1881 am Hoftheater in Wiesbaden, wo sie als „Page“ in Hugenotten debütierte. Hierauf wirkte sie von 1882 bis 1885 am Hoftheater in Stuttgart und wurde sodann für das Hoftheater in Karlsruhe verpflichtet, wo sie 15 Jahre in allererster Position tätig war.
Mit schmerzlichen Empfinden verabschiedete man sich von ihr, die als einzige Vertreterin des Belcanto an der Karlsruher Bühne galt, als sie sich am 24. Juni 1900 anschickte von der Bühne verabschiedete, um sich ins Privatleben zurückzuziehen.
Für ihre künstlerischen Verdienste wurde sie bereits 1892 zur badischen Kammersängerin ernannt. Sie hatte ihren bleibenden Wohnsitz zuerst in München, dann in Mainz gewählt, wo sie als bedeutende Gesangslehrerin wirkte.
Ihren Lebensabend verbrachte sie in Bad Reichenhall. Ihre Lebenserinnerungen erschienen 1927 unter dem Titel Ernstes und Heiteres aus meiner Künstlerlaufbahn.
Verheiratet war sie mit der Sänger Fritz Brehm.